# Gerald Nash

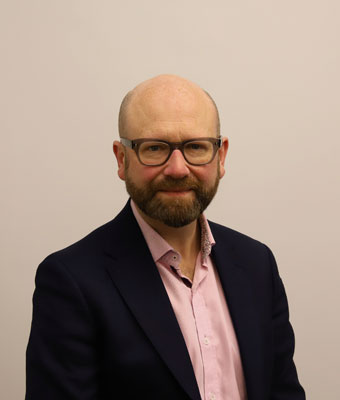
Gerald Nash (2020)

Gerald Henry Nash (genannt Ged Nash, * 7. Dezember 1975 in Drogheda, County Louth) ist ein irischer Politiker der Irish Labour Party, für die er als Teachta Dála im Dáil Éireann, dem Unterhaus des Oireachtas, sitzt.

## Leben
Nash ist der Sohn eines Gewerkschafters. Er studierte am University College Dublin Politik und Geschichte. Bevor Nash in die Politik wechselte, arbeitete er als selbstständiger PR-Berater in Drogheda. Von 2002 bis 2011 war er Mitglied im Drogheda Borough Council und Bürgermeister (Mayor) von Drogheda in den Jahren 2004 und 2005. Bei den Wahlen zum Dáil Éireann 2007 trat er erstmals im Wahlkreis Louth an, wurde jedoch nicht gewählt. 2011 war er dann erfolgreich.
In der Koalition der Regierung Kenny I wurde er am 15. Juli 2014 zum Staatsminister im Arbeits- und Wirtschaftsministerium für kleine und mittelständische Unternehmen ernannt. Zwar ohne Stimmrecht hatte die Position dennoch Kabinettsrang. Als er bei den Wahlen 2016 den Sitz verlor, wurde er über die Arbeitnehmerliste in den Seanad Éireann gewählt. Schon bei den Wahlen 2020 kehrte er aber erfolgreich in den Dáil zurück. Als Brendan Howlin vom Führungsamt der Labour Party zurücktrat, sollte er auf den Schild gehoben werden. Er schlug aber anstelle seiner Aodhán Ó Ríordáin vor. 

## Persönliches
Nash leidet seit seiner Jugend an Morbus Crohn.
Verheiratet ist er mit Marion.